# Майерувна, Ванда
Ванда Майерувна (пол. Wanda Majerówna) — польская актриса театра и кино.

## Биография
Ванда Майерувна родилась 4 сентября 1932 года в Лодзи. Актёрское образование получила в Государственной высшей театральной школе (теперь Театральная академия им. А. Зельверовича) в Варшаве, которую окончила в 1956. Дебютировала в театре в 1956 году. Актриса театров в Варшаве. Её муж — актёр Леонард Петрашак (1936—2023).

## Избранная фильмография
- 1956 — Три женщины / Trzy kobiety
- 1957 — Шляпа пана Анатоля / Kapelusz pana Anatola
- 1958 — Вольный город / Wolne miasto
- 1961 — Минувшее время / Czas przeszly
- 1962 — Мой старина / Mój stary
- 1971 — Не люблю понедельник / Nie lubię poniedziałku
- 1974 — Самый важный день жизни / Najważniejszy dzień życia
- 1980 — Семья Лесьневских / Rodzina Leśniewskich

## Признание
- Заслуженный деятель культуры Польши (1988).